# Ireton, Iowa
Ireton är en ort i Sioux County i Iowa. Vid 2020 års folkräkning hade Ireton 590 invånare. Orten har uppkallats efter fältherren Henry Ireton.